# Wracaj
Wracaj – album studyjny polskiego piosenkarza Pawła Domagały wydany 20 listopada 2020 przez wytwórnię Domagała-Borowiecki.
Pod względem muzycznym płyta łączy w sobie przede wszystkim pop i rock.
Album zadebiutował na 3. miejscu polskiej listy sprzedaży – OLiS. Płyta uzyskała certyfikat złotej płyty za sprzedaż ponad 15 tysięcy kopii.

## Lista utworów
Opracowano na podstawie materiału źródłowego.
1. „Wracaj” – 3:37
2. „Kraków” – 4:16
3. „Milcz” – 4:13
4. „Żmijowisko” – 3:59
5. „Zamykam się na świat” – 5:13
6. „Ja tak umiem” – 3:34
7. „Synku mój” – 3:30
8. „Popatrz na mnie” – 3:42
9. „Po mojej stronie” (gościnnie: KęKę) – 3:58
10. „Moje” – 4:30
11. „Czekając” – 4:24
12. „Chmury” – 4:11
13. „Rzeka” – 3:43

## Pozycja na liście sprzedaży
| Kraj   | Lista         | Najwyższa pozycja |
| ------ | ------------- | ----------------- |
| Polska | OLiS – albumy | 3                 |